# Prosper Henri Wirth
 (juillet 2023).
Si vous disposez d'ouvrages ou d'articles de référence ou si vous connaissez des sites web de qualité traitant du thème abordé ici, merci de compléter l'article en donnant les références utiles à sa vérifiabilité et en les liant à la section « Notes et références ».
Pour les articles homonymes, voir Wirth.
Henri Prosper Wirth, né le 29 juin 1869 à Paris et mort le 25 mars 1947 à Deuil-la-Barre, est un artiste peintre français, peintre de paysages, portraits, marines et peinture murale.

## Biographie

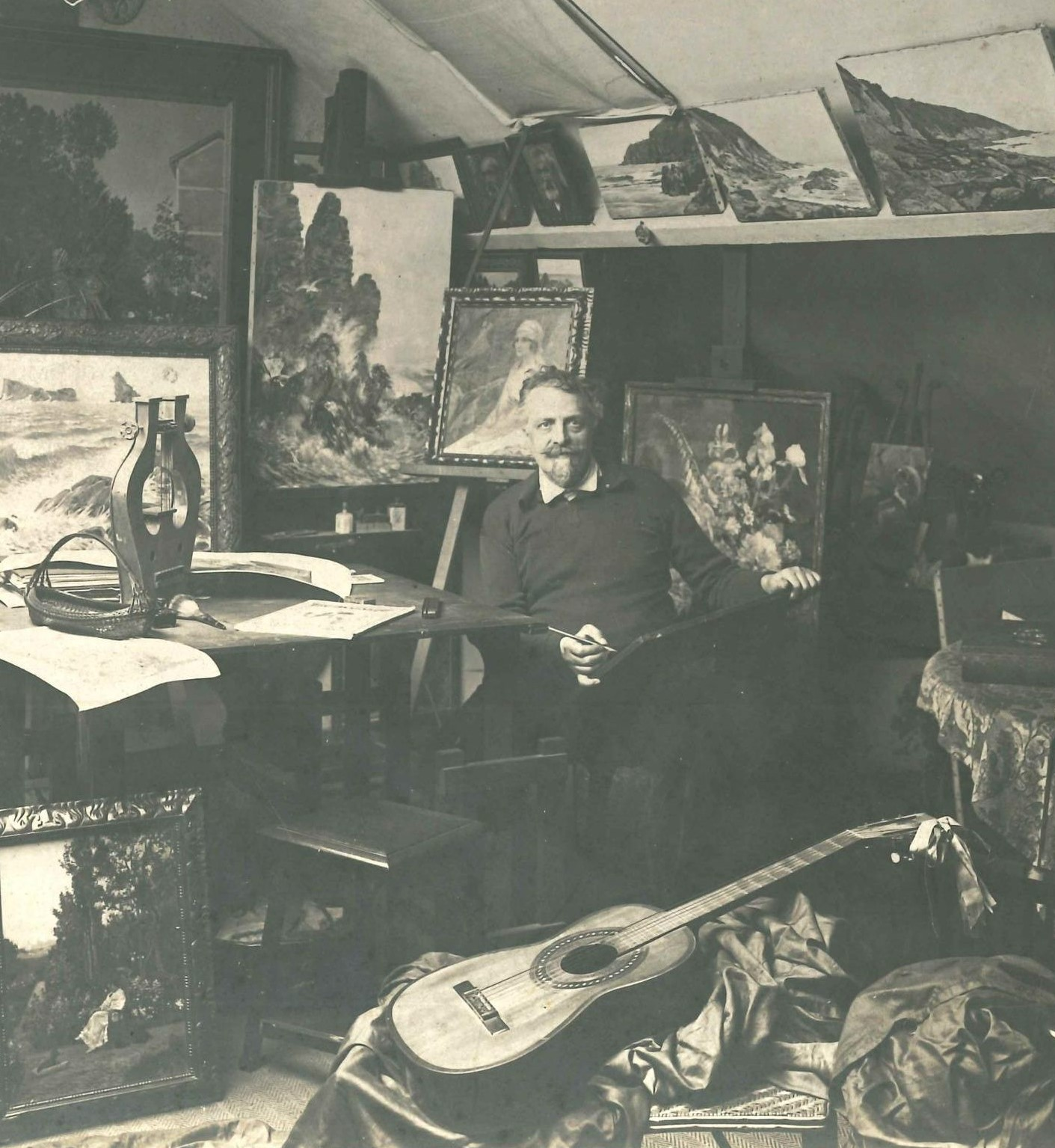
Prosper Henri Wirth dans son atelier.

Artiste deuillois, Henri Prosper Wirth naquit à Paris le 29 juin 1869 d'un père luxembourgeois facteur de piano et d'une mère française née Blondel. Ses parents qui voyaient en lui un futur magistrat n'eurent d'autre choix que de le laisser s'adonner à son art. C'est à 16 ans qu'il entra dans les écoles de son choix. Un portrait de lui datant de la même époque exécuté au pastel  témoigne déjà de sa prestance nature. Le Louvre et les ateliers de l'époque n'eurent pas d'élève plus assidu. Il sortit premier des Beaux-Arts en 1888. Il fit ses débuts dans une mansarde montmartroise comme tant d'autres. Il épousa en 1889 Clélia de Pélosi, fille d'un      chirurgien napolitain, dont il exécuta un remarquable portrait en pied dans un jardin en 1895.
Il fut l'élève de Jean-Baptiste Lavastre, Hermann Maurice Cossmann et Jean-Léon Gérôme. Il eut à son tour 15 à 20 élèves qui vinrent travailler dans son atelier pendant près de vingt ans dont Raoul Juillard
Il exécuta d'importantes commandes de décorations. Il rencontra et se lia d'amitié avec le banquier Alfred de Rothschild pour qui il réalisa une immense fresque (6m×8m) pour sa propriété de Halton. Il peignit les portraits des enfants du banquier de Guillaume II à Berlin. Il travailla pour le politique Venizélos. Il dirigea également la maison de tapisserie Hamot. C'est durant cette période qu'il fera la connaissance du maharadja de Kapurthala Jagatjit Singh, qui deviendra son ami et qui lui commandera ses décors. Il décora les pavillons du Luxembourg et de la police parisienne, à l'exposition internationale de 1937. Obtint différentes médailles à Paris, Bruxelles, Milan, Londres, Turin, Amsterdam, etc. Il est l'auteur des fresques de la mairie et de la chapelle du village de Deuil-la-Barre (Seine-et-Oise où il habitait et dans lequel il était une personnalité reconnue. Il s'y éteignit le 25 mars 1947.
Sa peinture se traduit souvent par une utilisation audacieuse de la couleur et des effets de lumières.
Il commença sa carrière par peindre des scènes de vie parisiennes, des  paysages à Fontainebleau, Barbizon et à Cernay où il se plaisait à poser son chevalet. Il exécuta également des natures mortes, des paysages de Haute-Savoie notamment à Saint-Jean-de-Tholome, quelques scènes allégoriques et mythologiques et portraitura la bourgeoisie de l'époque. C'est ensuite qu'il se passionne pour la côte bretonne dont il tomba sous le charme et qui deviendra son sujet de prédilection, notamment les environs de Primel-Trégastel, Saint-Cast et Belle-Île-en-Mer.On lui doit aussi plusieurs vues des Sables-d'Olonne en Vendée, où il séjourna à plusieurs reprises. Il fit également de longs séjours à Monaco, Venise, au lac Majeur et en Turquie tout en enchantement durant lesquels il exécutera des séries de tableaux ainsi que des décors pour des personnalités locales. Il aimait se poser au milieu des salles de la Wallace collection et de National Gallery, qui furent une source d'inspiration pour lui. Travailleur infatigable, sa production fut considérable. Certaines de ses œuvres figurent dans certains musées régionaux comme le musée de la Citadelle à Belle-Île-en-Mer. On trouve encore aujourd'hui des appartements haussmanniens à Paris dont les plafonds et murs ont été décorés par Wirth.

## Salons
- Salon des indépendants
  - 1920 : Après la tempête, à Ningles(Pas-de-Calais) ;
  - 1921 : Jardins de Monaco ;
- Salon des artistes français :
  - 1909 : Le matin à Senlisse, près Cernay-la-Ville. ;

## Galerie

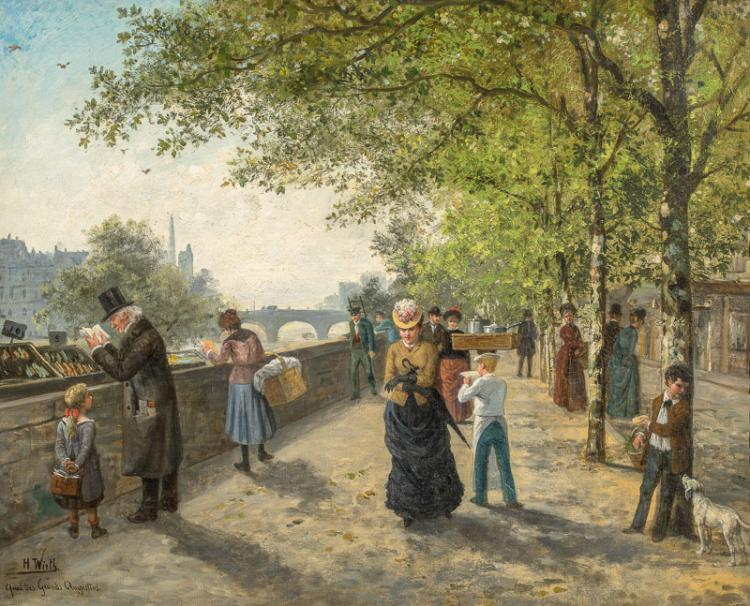
Quai des Grands-Augustins Paris.

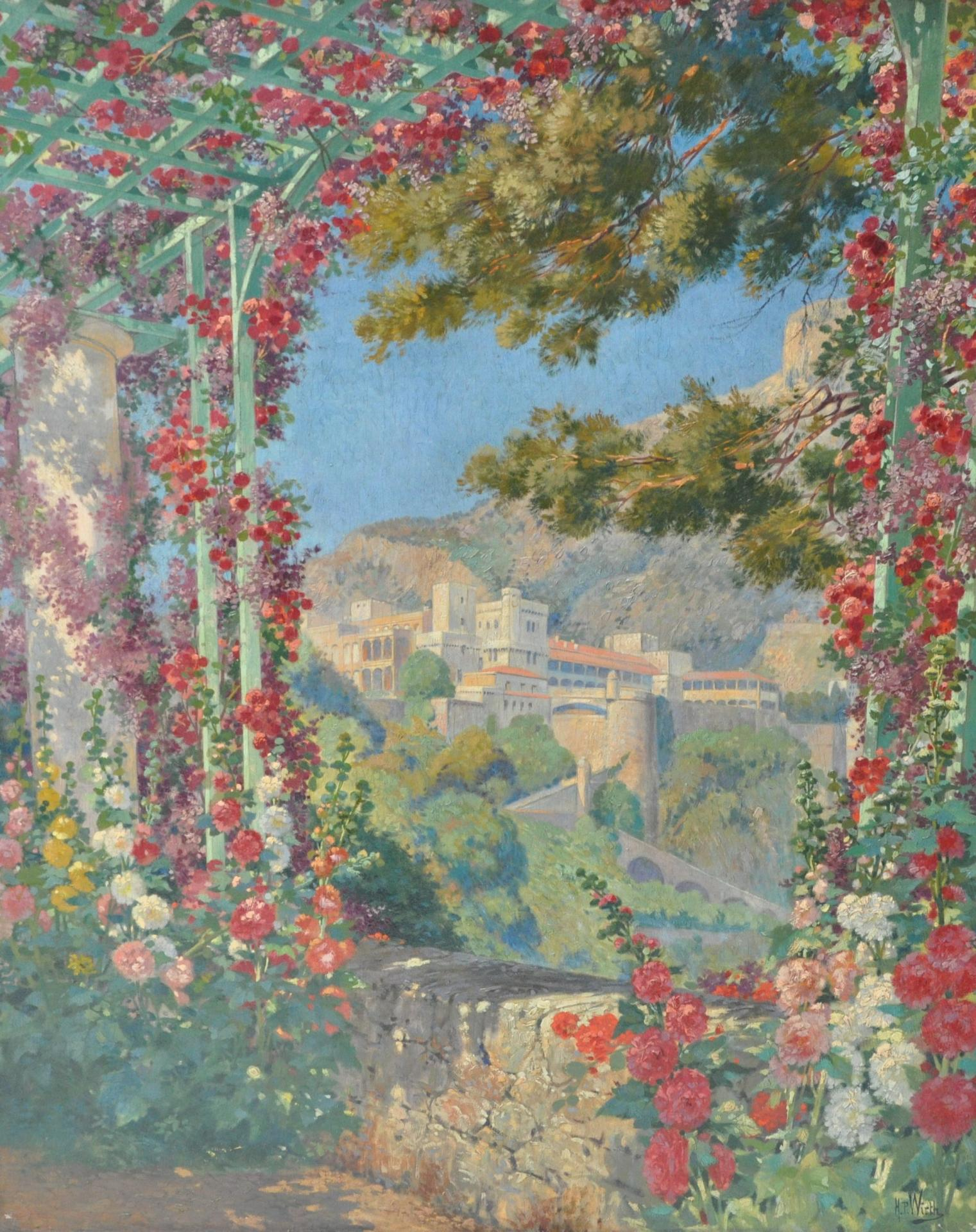
Palais princier de Monaco, vue d'une tonnelle fleurie
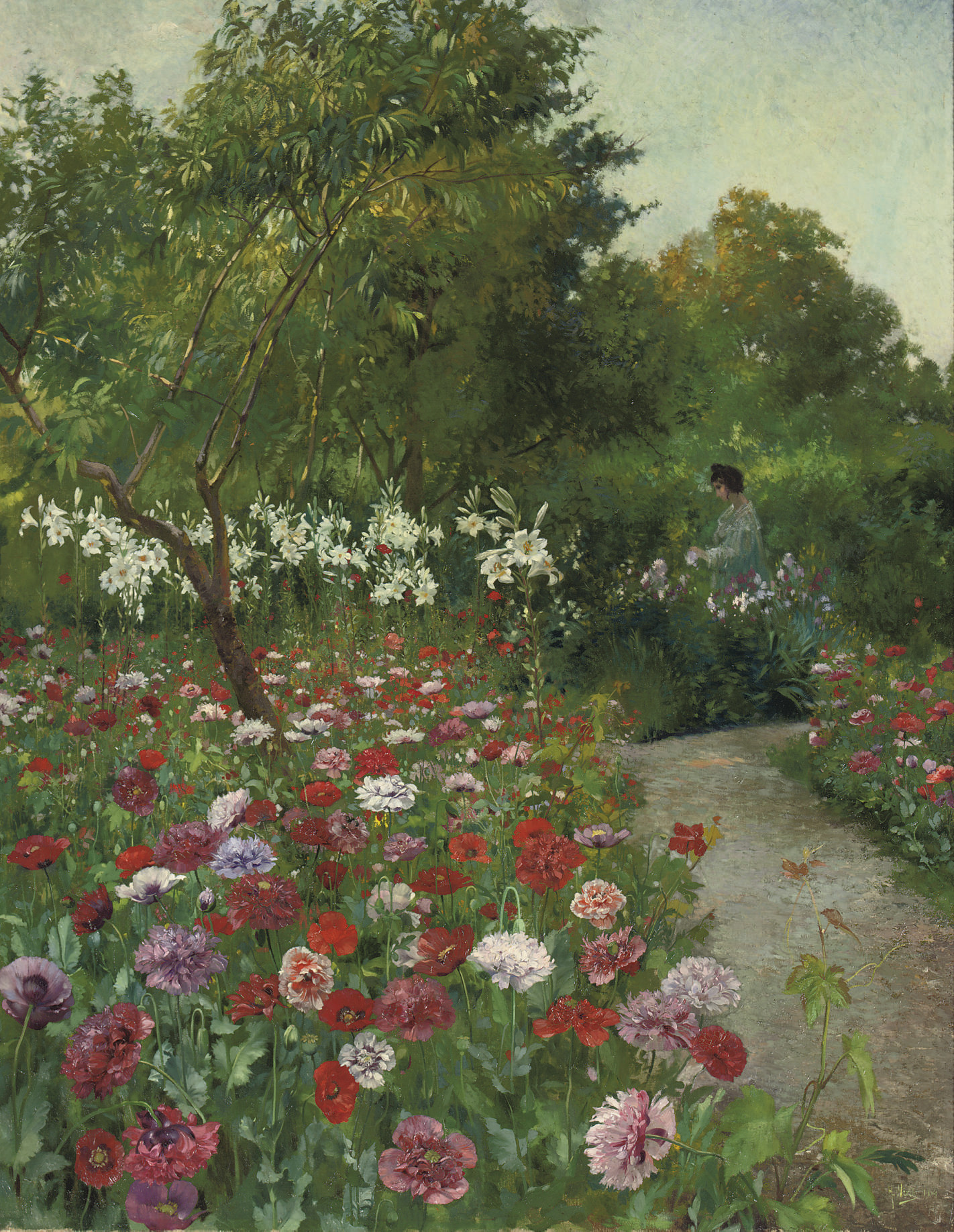
Un jardin en fleurs, 1904
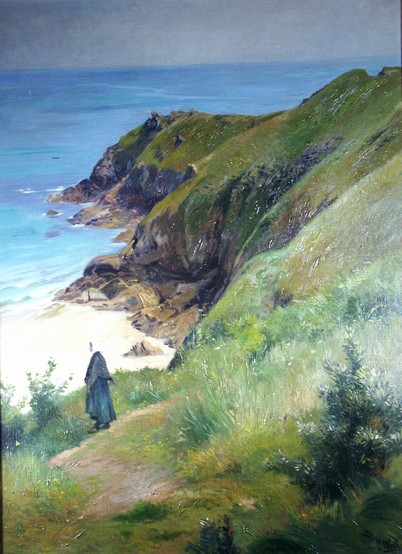
Bretonne en prière